# Franz Anton Leonard Herget
Franz Anton Leonard Herget, česky uváděný jako František Antonín Linhart Herget (6. listopadu 1741 Andělská Hora – 1. října 1800 Praha) byl český matematik a inženýr.

## Život

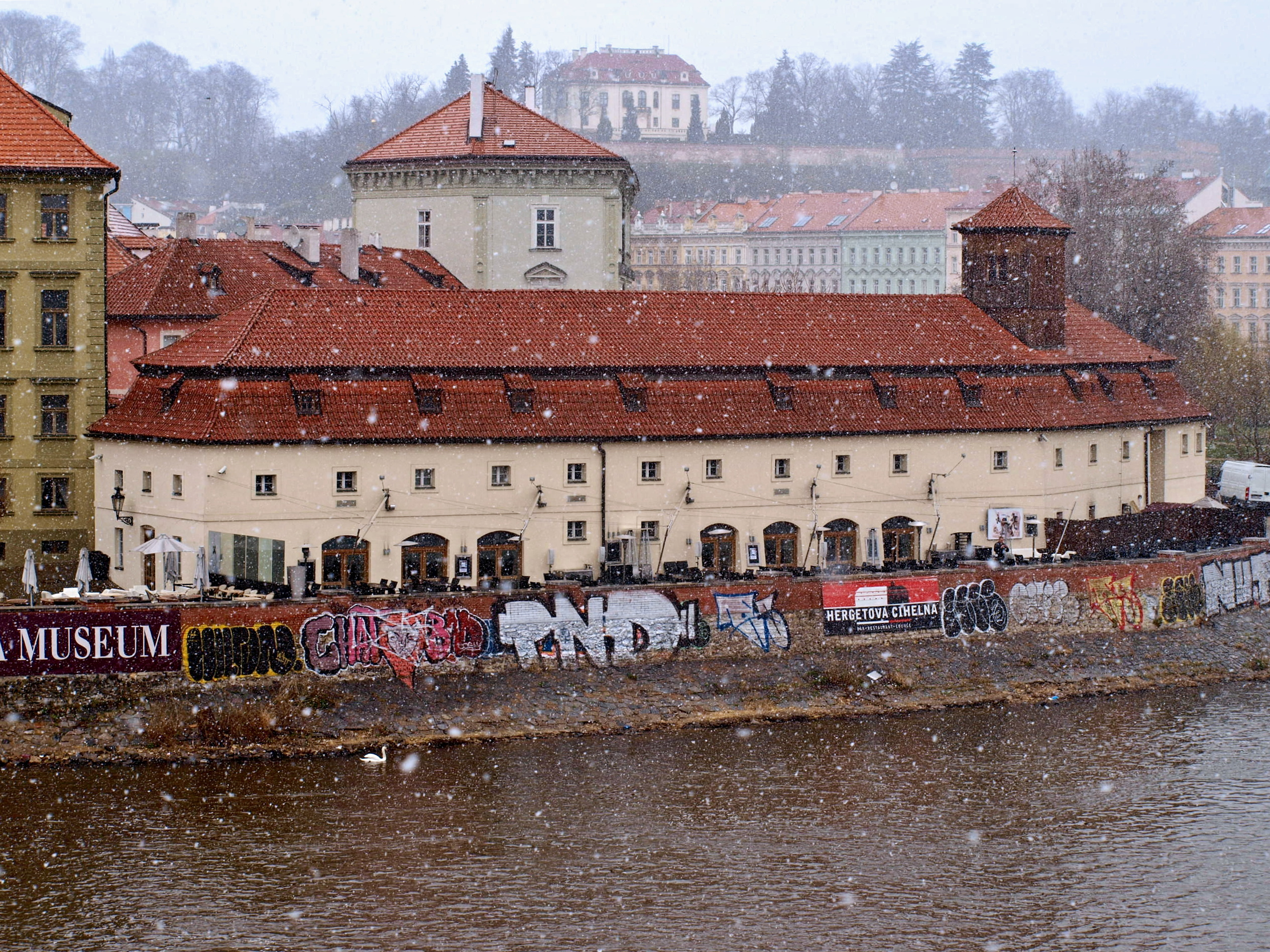
Hergetova cihelna na Malé Straně

F. A. L. Herget se narodil 6. listopadu 1741 do rodiny krejčího, měšťana a starosty Jana Ondřeje Hergeta a Marie Kláry Hergetové, rozené Schmidlové.
Franz Herget po absolvování gymnázia studoval nejdříve na teologické a poté na filozofické fakultě pražské univerzity. Rovněž navštěvoval přednášky na technice. Po smrti profesora Schora byl v roce 1767 jmenován ve věku 26 let profesorem inženýrských věd na Stavovské inženýrské škole v Praze, předchůdkyni ČVUT. Součástí výuky byla aritmetika, geometrie a trigonometrie. Od roku 1784 vyučoval praktickou matematiku na filozofické fakultě Karlovy univerzity.
Kolem roku 1780 založil na Malé Straně v Praze na břehu Vltavy nedaleko Karlova mostu cihelnu. Budovy Hergetovy cihelny stojí na Cihelné ulici dodnes a jsou památkově chráněny. Cihly se zde vyráběly s vtisknutým reliéfem s písmeny A H na ložné ploše. Jako „praktický inženýr“ projektoval a řídil opravu Karlova mostu po povodni v roce 1784, v roce 1785 prováděl opravu střech novoměstského bývalého kláštera servitů u kostela Zvěstování Panny Marie Na trávníčku a začal řídit stavbu všeobecné nemocnice. V roce 1786 nechal zbourat Betlémskou kapli. Náhrobky profesorů pražské univerzity a jiných slavných osobností byly z kaple i přilehlého hřbitůvku vyházeny a jen náhodou se dva náhrobní kameny dochovaly. Jedná se o náhrobky Matouše z Chotěřiny a Adama Zalužanského ze Zalužan.
V letech 1787–1790 projektoval přestavbu Ústavu šlechtičen na novoměstském Karlově náměstí pro nemocnici i zaopatřovací ústav bláznů (1787–1790). Měl velkou zásluhu na výstavbě městské kanalizace (dokončena až roku 1828). Navrhl opravu a přestavbu bývalého kláštera Na Karlově na Novém Městě pražském (1789–1791), změněného na nemocnici pro nevyléčitelně nemocné, a projektoval úpravu kanovnického domu na porodnici v Apolinářské ulici čp. 447, provedenou v letech 1790 až 1791.
V roce 1788 byl Franz Herget jmenován vrchním stavebním ředitelem v Čechách. V letech 1790–1791 vytvořil se svými žáky z inženýrské školy podrobný plán Prahy, tzv. Hergetův plán Prahy.
S manželkou Marií Annou Manětínskou, která ve svých 23 letech zemřela, měl syna Josefa Linharta, který se stal guberniálním radou. S druhou manželkou Terezií Trauschkovou měl osm dětí.
F. A. L. Herget zemřel 1. října 1800 ve Svatováclavském semináři a pochován byl na Zlíchovském hřbitově u kostela sv. Filipa a Jakuba.
Jeho vnuk Max Herget působil jako podnikatel v průmyslu stavebních hmot a politik. Byl poslancem Českého zemského sněmu.